# Drift

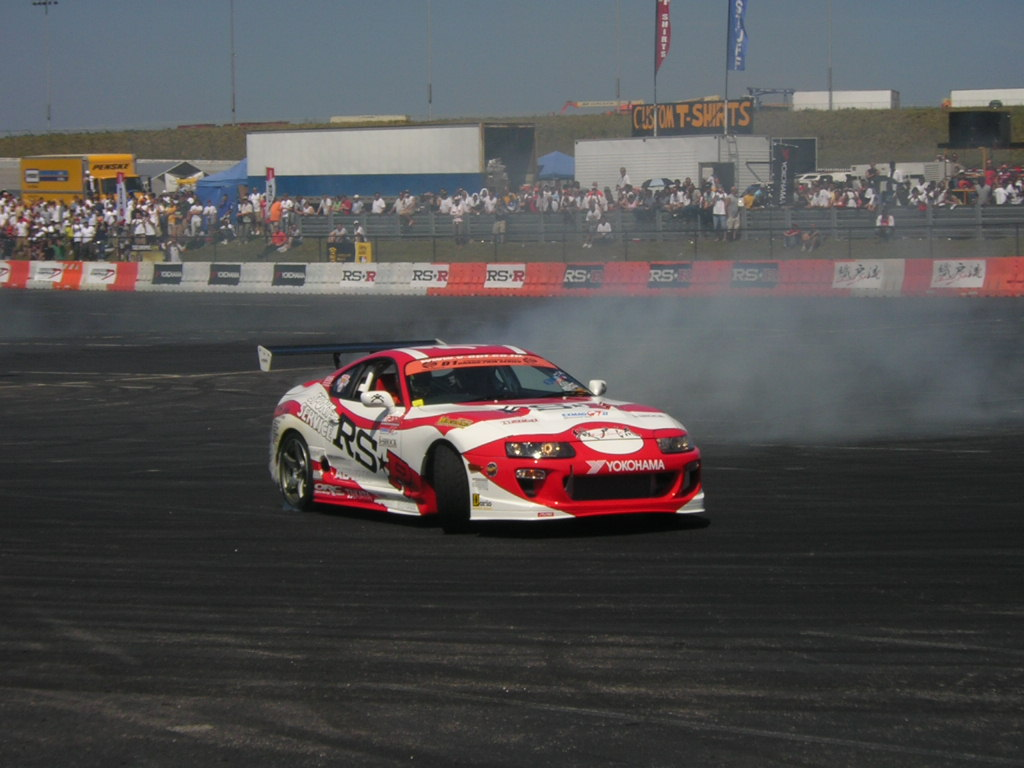
Drift – Toyota Supra

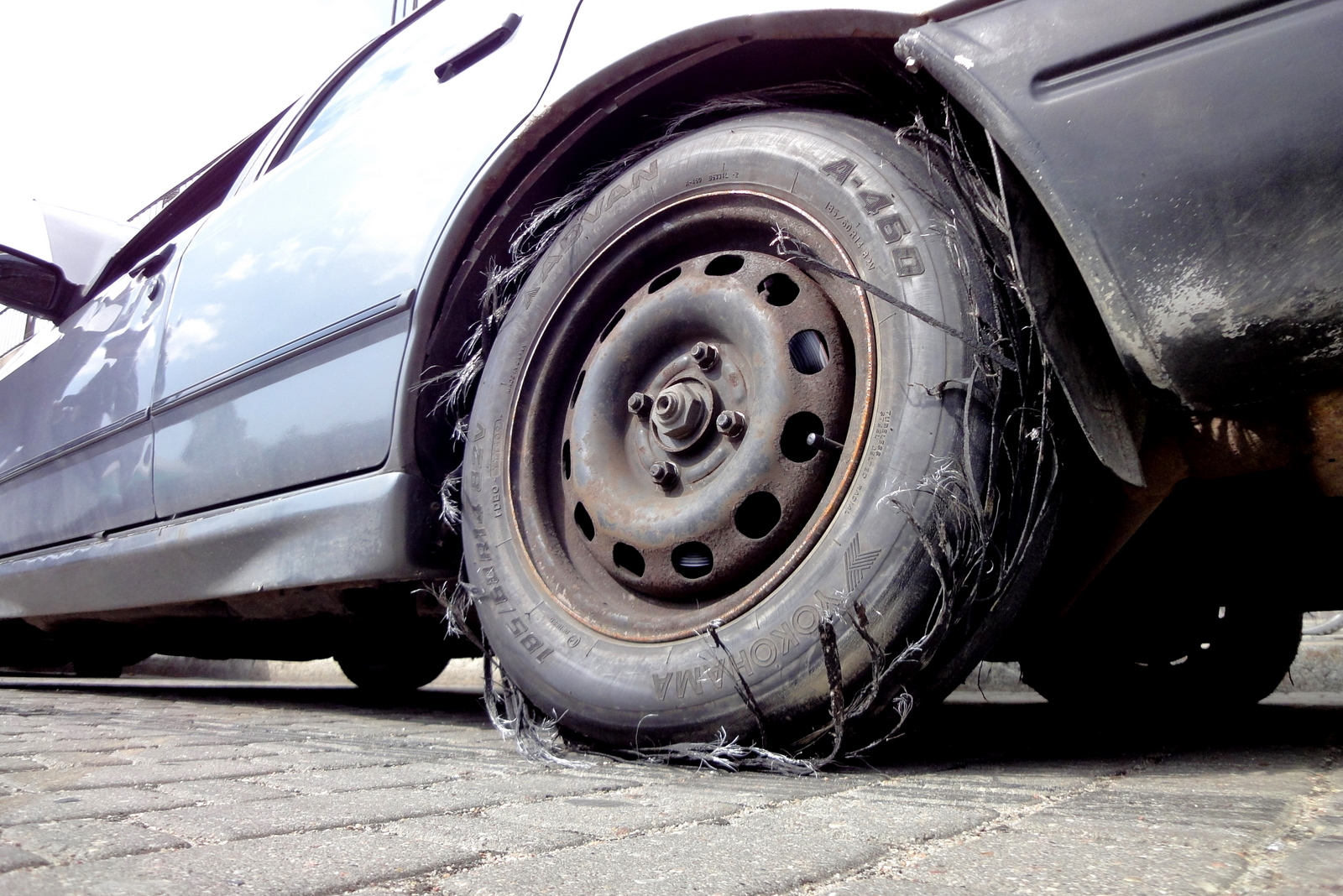

A drift, vagy drifting (magyarul néhol driftelés ) az autó tökéletes uralásának és irányításának látványos demonstrálása oly módon, hogy az autó lehetőleg egy centimétert se haladjon a szokásos módon egyenesen. A kifejezés jelentheti az erre a technikára épülő sportágat is.

## Drift autósport meghatározása
A sportág maga nagyon hasonló a rally-hoz, azonban itt nem az idő és a sebesség számít, hanem a stílus és a kanyartechnika. A drift lényege, hogy az autó hátulját a túlkormányozottságból fakadó kitörésekor a kanyarban csúszásban kell tartani anélkül, hogy az autó megtapadjon. Ahhoz, hogy a csúszást minél tovább fenntartsuk, tökéletes kormányzásra és gázpedálkezelésre van szükség. A drift tehát kifejezetten a hátsó kerékmeghajtású autók és azok pilótáinak művészete.

## Történelem
A drift gyökerét Japánban találhatjuk meg. Az 1960-as években itt rendezték meg először az akkoriban divatos, úgynevezett "tóge" (japánul: 峠) illegális hegyi versenyeket. A tóge versenyzők vagy más nevükön a "Rolling Zoku"-k egyetlen célja, hogy minél rövidebb idő alatt teljesítsék a hegyi út két kijelölt pontja közötti távot. Néhányan közülük a jobb idő kedvéért a rallye-ból ellesett kanyarvételi technikákat alkalmazták, ebből nőtte ki magát később a drift. Maga a sportág az 1980-as évek utcai japán autóőrültek (underground street) körének köszönhető, akik hátsókerekes tuningolt autóikban rejlő lehetőségek kihasználását már nem tartották biztonságosnak a közutakon. Egy kisebb csoport épp ezért elhatározta, hogy versenypályán próbálja ki tudása legjavát. Számításuk bejött, mert számos fanatikus követte példájukat, így gyorsan kialakulhatott az amatőr drift. Ahhoz, hogy az új sportág nagy hódítása elkezdődjön Inada Daidzsiró (japánul: 稲田大二郎) autófanatikus "D1 GP" látomására volt szükség. Az Option magazin és a Tokyo Auto Salon alapítója hitt abban, hogy a sportágban számos lehetőség rejlik még, és nem állhat meg ezen az amatőr szinten. Épp ezért felkereste jóbarátját Cucsija Keiicsi-t (japánul: 土屋圭市) aki ebben az időben profi JGTC bajnok volt (Japan Grand Touring Car Championship.) A drift számára már nem volt ismeretlen, így közös erővel és a hírnév segítségével 2001-ben megalapították a profi drift ligát, azaz a D1 Grand Prix Series-t, mely jelenleg a világ legrangosabb bajnoksága. Európában a sportág 2004-ben bontogatta szárnyait főként Nagy Britániában és a Benelux térségben. A legtöbb nyugati ország a jó példát követve hasonló módon honosította meg az új őrületet kisebb-nagyobb sikerrel. Az Egyesült Királyságban még D1 futamokat is rendeztek 2006-ban, azonban az autósport rajongói kevés számmal látogatták a futamokat, így a szponzoroknak és a rendezvények szervezőinek sikertelennek bizonyult a D1 évad.
A sportnak a 2006-ban megjelent Halálos Iramban Tokiói Hajsza (The Fast and the Furious: Tokyo Drift) adott új lendületet, melynek köszönhetően világszerte ismertté vált a sport és alakultak sorra az egyesületek és születtek a bajnokságok.

## A sportág napjainkig
A japán D1 Grand Prix valamint az amerikai Formula Drift a világ legnevesebb versenyzőit fogja össze, és jelenleg az egyik legnépszerűbb autós sportág. Futamokat főként Japánban és az Egyesült Államokban rendeznek, de Új-Zéland, Malajzia, Szingapúr, Thaiföld és Ausztrália is rendelkezik D1, illetve FormulaD rendezési joggal.
Európában a sportág jelenleg is feltörekvőben van és számos nemzetközi versenyen teszik próbára magukat a kontinens legjobb pilótái. Ilyen például az EDC (European Drift Championship), ProDrift Series, JDM Allstar, KoE (King of Europe), IDS (International Drift Series), melyek közül utóbbiak különösen feltörekvőben vannak.
2006 és 2007-ben egyedül a King of Europe széria büszkélkedhetett azzal, hogy futamait Európa más-más országaiban rendezték. Főként a 2010-ben megszűnt Magyar Drift Szövetségnek és a 2007-es magyarországi két EB futamnak köszönhetően a rendezvényeknek híre ment szerte Európában.
2008-ban az ír ProDrift külön álló sorozatként elindította a ProDrift European Series-t, melynek futamai már nem csak Nagy-Britanniában kerültek megrendezésre. Az eddigi legnagyobb nemzetek közötti drift sorozat a német IDS is hasonlóan cselekedett. Társrendező országként Magyarország is csatlakozott 2008-ban, így ezzel a sorozat először lépett ki Németországból a magyar KakucsRing versenypályára! Az EDC sorozat is nyitott más ország felé (Lengyelország)
2009-ben mind az EDC, mind pedig a ProDrift felhagyott a brit szigeten kívüli versenyrendezéssel és megmaradtak belterjes bajnokságoknak. A King of Europe megtartva lendületét 2008-ban már 9 futammal várta a versenyzőket (ebből kettő magyarországi rendezvény volt). Az érdeklődés a sorozat iránt jelentősen nőtt, mivel egyre több pilóta csatlakozott résztvevőként a bajnoksághoz és egyre több országban rendeztek már futamokat.
2012-ben a KoE sorozatot Máriapócson felváltotta a TRACKWOOD DRIFT FESZTIVÁl ahol megrendezésre került az EEDC (East European Drift Championship) és a Drift Allstars versenysorozat így Magyarország és a RabócsiRing a drift hivatalos unikumának tekinthető. A versenyzők Dublintól - Szentpétervárig látogatnak már hazánkba hogy megmérettessenek a drift oltárán.
2012-ben a drift sportággá vált Magyarországon versenyeit Magyar Nemzeti Autósport Szövetség (MNASZ) és a Magyar Gyorsulási Szövetség (MGYSZ) égisze alatt rendezik.
2013. augusztus 10-én hazánkban került megrendezésre a drift férfi és női Eb-nek is nevezett King Of Europe futama.
2015 júniusában a FIA Párizsi tárgyalótermeiben és felügyeletével lezajlott az első nemzetközi egyeztetés a sportot illetően, melyen az összes jelentősebb szervező képviselője jelen volt: Mr. Koichi Murata, Mr. Prasert Aphiphunya, Mr. Jim Liaw, Mr. Jerome Vassia, Mr. Andrzej Witkowski Jr., Mr. Michael Duncan, Mr. Adam Elias, Mr. Elie Semaan, Mr. Quian Hongshen, Mr. Jim Liaw, Mr. Niall Gunn, Mr. Mike Procureur;
2017-ben Magyarországon került megrendezésre Béres Szabolcs által az első Drift szakági  FiA Közép Európai Zóna Bajnokság
2017-ben megrendezésre került Tokióban az első Intercontinentális Drift verseny a FiA rendezésében és támogatásával
2018-ban a Hunakamo Sport Egyesület megrendezte Magyarországon elsőként a Drift Masters nemzetközi drift bajnokságot.
2020-ban első alkalommal került megrendezésre az FiA Motorsport Games, ahol Magyarországot a Hunakamo színeiben Szántó Zoltán drift versenyző képviselte
2022-ben az Európában egyedül álló és minden évben Magyarországon megrendezett TRACKWOOD drift fesztivál 10 éves évfordulóját ünnepelte
2022-ben  a második alkalommal megrendezett FiA Motorsport Games versenye, ahol Magyarországot a Hunakamo színeiben Utasi Péter drift versenyző képviselte
2024-ben a Hunakamo Sport Egyesület 6 év eltetével újra megrendezte Magyarországon a Drift Masters nemzetközi drift bajnokságot, melyen 28 ország indulói vettek rézst: Amerikától a Közel keletik bezárólag. 

## Bírálás
A drift bírálása hasonló a freestyle snowboardéhoz. Csakúgy, mint minden sportban, itt is vannak kritériumai a látványnak. A drift verseny kvalifikációból, és ennek eredménye alapján a legjobb 32/16 pilóta egyenes kieséses rendszerben történő küzdelméből áll. Bójákkal és más jól látható tárgyakkal jelölik a pálya (a pontozott szakasz) kezdetét és végét, a kanyarok külső és belső érintési pontjait, és a gyorsító szakaszt.
A pontozás szempontjai
A pontozás kritériumai a következők:
1.	Ív
2.	Sebesség
3.	Szög
4.	Összkép
Ív
A versenyzőknek az ideális íven kell haladniuk a pályán. A versenyző pontszámát jelentősen rontja, ha nem követi az ideális ívet. Az ideális ív belső érintési, külső érintési, valamint terhelésváltási zónákból áll. A belső ívhez minél közelebb kell tenni az autó orrát, a külső ívet az autó hátsó lökhárítójával kell közelíteni, az átfordításnál pedig az autó irányváltását kell tökéletesen kivitelezni. A pontozásnál az számít, hogy a pilóta az érintési pontokhoz milyen közel tudja terelni az autó orrát, illetve hátsó lökhárítóját, illetve hogyan kivitelezi a terhelésváltást.
Nagyon fontos az ív támadásának módja, hogy milyen agresszíven indítja el a pilóta a kanyart. Ha nem elég jó a bemenetel, akkor a versenyző a drift során sűrűn korrigál.
Sebesség
A sebességet az egész pontozott szakasz alatt meg kell tartani. A pontozás nagy százalékban a beérkezési sebességen múlik.
Szög
Az autó keresztben haladásának szöge, amit a pontozott szakasz alatt végig meg kell tartani. Különösen fontos az első kanyar során bemutatott szög.
Összkép
Az energia és a felfokozottság, amit a versenyző a futama alatt sugároz. Egy pilóta beérkezése és a produkciójának kezdete kihat az egész futamára.

## Drift autó típusok
A legtöbb autó gyári állapota természetesen nem elegendő ahhoz, hogy komoly eredményeket lehessen elérni vele. Főként a futómű átalakítás és a könnyítések a legfontosabbak, de természetesen a motortuning sem elhanyagolható tényező az ütőképesség eléréséhez.
Így a számításba jöhető típusok a következők:
Japán és amerikai modellek:
Nissan Silvia 200SX, S13, S14, S15 (Turbós változatok)
Nissan Z33
Nissan 350Z
Nissan 370Z
Nissan 180SX, 240SX. 300ZX
Nisssan Laurel
Nissan Skyline R31,R32,R33,R34 (könnyű átalakított RWD R34-es)
Nissan Pintara
Toyota Supra
Toyota Crown
Toyota Cressida
Toyota Mark X
Toyota MR2
Toyota MR-S
Toyota Altezza (Lexus LS200)
Toyota Corolla 1.3 GT-s Toyota AE86 Mazda RX7
Mazda RX-8
Mazda MX5
Mazda 929 HB/HC/HD
Honda S2000
Honda NSX
Mitsubishi Starion
Ford Mustang
Chevrolet Camaro
Pontiac TransAm
Európai modellek:
Ford Escort MKI/MKII
Ford Sierra
Porsche
Opel Commodore
Opel Manta
Opel Omega
Lada
Volvo 200/300/700 széria
Bmw

## Drifting Hungary
- A Hunakamo Sport Egyesület előcsapata 2006-ban alakult az első Drift-re szánt autó megvásárlásakor, melyet szoros egymásutánban még további kettő követett. Az eredeti 8 fős "Just Drift" csapat vezetője Béres Szabolcs ma is részt vesz a szervezésben és vannak olyanok is, akik azóta a versenyzést választották. A csapat vezetője és a csapat által támogatott versenyzők 2007-ben egy nemzetközi és több hazai versenyen és bemutatón is részt vettek, melyből már három saját rendezés volt. A versenyek során a tagok és versenyzők létszáma folyamatosan nőtt így a 2007 őszén 14 aktív versenyző 2008 őszéig 74 versenyzőre bővült éves szinten, mely azóta is nő. A drift versenyzők mellé azóta szerelők, segítők és támogatók is csatlakoztak. A versenyzők és a rajongók növekvő tábora vezetett 2009-ben a drifting.hu-t üzemeltető sportszervező cég megalakulásához és a versenyeket bonyolító Hunakamo Sport Egyesület felélesztéséhez mely a Magyar Drift Szövetség egyik alapít egyesülete volt.
- Hivatalos honlap: Drifting.hu